# パイヤール
パイヤール（Paillard ）はスイスの精密機器メーカーでオルゴール、時計の機械、タイプライターのエルメス（Hermes ）、映画用カメラのボレックスの生産で知られる。日本語ではパイアール、ペイラードとも表記される。工場跡がオルゴール、オートマタ、時計等の博物館「シーマ」になっている。

## 歴史
- 1814年 - 創業。
- 1862年 - シリンダーを交換することにより曲目を変更できるオルゴールを発明。
- 1920年 - オルゴールの生産を終了。
- 1931年 - ジャック・ボゴポルスキーの設計した16mm映画カメラボレックスの権利を購入、パイヤールの映画カメラ部門パイヤール=ボレックス（Paillard-Bolex ）となる。
- 1935年 - ボレックスH16発売。
- 1963年 - トーレンスを合併。
- 1966年 - トーレンスが独立。
- 1970年 - パイヤール=ボレックスをボレックス・インターナショナル（Bolex International S.A. ）として独立させる。